# Молина, Йеисон
Йеисон Молина Руис (исп. Yeison Molina Ruiz; 25 января 1996, Никоя, Коста-Рика) — коста-риканский футболист, полузащитник.

## Карьера
Начинал свою карьеру в клубе «Джиракал», где он в первое время выступал на позиции нападающего, но затем тренеры переместили его в оборону. В 2019 году Молина дебютировал в элите Чемпионата Коста-Рики, а вскоре он перешел в «Гуанакастеку» из второго дивизиона, с которой вскоре вернулся в Примейру.

### В сборной
31 мая Йеисон Молина дебютировал за сборную Коста-Рики в товарищеском матче с Уругваем (0:0). Вскоре он вошел в окончательную заявку «тикос» для участия в Кубке Америки в США.